# Воскресенское Старое
Воскресенское Старое — село в Лухском районе Ивановской области России, входит в состав Порздневского сельского поселения.

## География
Расположено на берегу реки Добрица в 11 км на северо-восток от районного центра посёлка Лух.

## История
В 1823 году в селе на средства прихожан была построена каменная Воскресенская церковь, в 1842 году построены колокольня и каменная ограда, престолов в церкви было 3.
В XIX — первой четверти XX века село входило в состав Ново-Воскресенской волости Юрьевецкого уезда Костромской губернии, с 1918 года — Иваново-Вознесенской губернии.
С 1935 года село входило в состав Нововоскресенского сельсовета Лухского района Ивановской области, с 2005 года — в составе Порздневского сельского поселения. 

## Население
| 1872 | 1897 | 1907 | 2002 | 2010 |
| ---- | ---- | ---- | ---- | ---- |
| 54   | ↗59  | ↗61  | ↘14  | ↗16  |

## Достопримечательности
В селе расположена действующая Церковь Воскресения Христова (1823)